# آبجوافزار
آبجواَفزار (انگلیسی: Beerware) یک مجوز نرم‌افزاری طنزآمیز با شرایط آسان‌گیرانه است. این مجوز به کاربر نهایی حق استفاده از یک برنامه خاص (یا انجام هر کار دیگری با کد منبع) را می‌دهد.

## توضیح
اگر کاربر محصول با نویسنده برنامه ملاقات کند و نرم‌افزار را مفید بداند، تشویق می‌شود که یا برای نویسنده یک آبجو به عنوان "جبران" بخرد یا خودش یک آبجو بنوشد. پروژه فدورا و پروژه Humanitarian-FOSS در کالج ترینیتی، مجوز آبجوافزار "نسخه ۴۲" را به عنوان یک مجوز بسیار آزاد "فقط حق چاپ" به رسمیت شناخته و آن را با GPL سازگار می‌دانند. تا سال ۲۰۱۶، بنیاد نرم‌افزار آزاد به صراحت از این مجوز نام نبرده است، اما فهرست مجوزهای آن شامل یک ورودی برای مجوزهای غیررسمی است که به عنوان رایگان، غیر کپی‌لفت و سازگار با GPL فهرست شده‌اند. با این حال، FSF استفاده از مجوزهای دقیق‌تر را به جای مجوزهای غیررسمی توصیه می‌کند.
بسیاری از تغییرات در مدل آبجوافزار ایجاد شده است. مجوز آبجوافزار پل هنینگ کمپ ساده و کوتاه است، برخلاف GPL که او آن را «یک شوخی» توصیف کرده است. متن کامل مجوز کمپ این است:
```
/*
 * ----------------------------------------------------------------------------
 * "THE BEER-WARE LICENSE" (Revision 42):
 * <phk@FreeBSD.ORG> wrote this file.  As long as you retain this notice you
 * can do whatever you want with this stuff. If we meet some day, and you think
 * this stuff is worth it, you can buy me a beer in return.   Poul-Henning Kamp
 * ----------------------------------------------------------------------------
 */
```